# 荒井美恵子
荒井 美恵子（あらい みえこ、1972年10月18日 - ）は、日本の女優、タレント、元アイドル、元AV女優。東京都出身。血液型はO型。兄がいる。かつての所属事務所は芸映 → アンドエム。
かつてアイドルユニット「ギリギリガールズ」の一員であった。

## 来歴
1989年、グラビアアイドルとしてデビューし、イメージビデオ及び水着写真集などで活躍。
その後、AV監督として知られる村西とおるプロデュースの下、道玄由紀子と改名（ただし、AV女優としての活動は行っていない）。
1991年、村西とおるの下を離れ、芸名も荒井美恵子に戻し、原田里香、吉野美佳、もちづきる美、樹あさ子らとともにギリギリガールズを結成。『平成女学園』『生生生生ダウンタウン』などのテレビ番組に登場し、歌手デビューも果たした。
1994年にグループ脱退。脱退後「あらいみえこ」の名義で活動した時期もあった。
2005年、写真集『GODDESS』や映画『花と蛇2 パリ/静子』などでヌードを披露。同映画では自身のアンダーヘアを剃毛されるシーンがある。また、この頃よりプライムエージェンシーに所属する。
2006年2月6日にブログを、同年9月22日には事務所による公式サイトも開設（現在は閉鎖）。同年秋、SODクリエイト専属AV女優としてデビュー、彼女の作品は爆発的にヒットした。芸能人AV女優の先駆けとなる。
本格的なハードコア女優を期待されたが、翌2007年AV女優を引退（主演作は2本だが、1本は絡みがなく、実質的なAV出演は1本限りだった）。その後、映画『艶恋師』で一般作品に復帰。
2009年頃、女優活動を休止。2013年2月、週刊誌で「AVに出演したことを後悔し、精神的に不安定になり、激太りで引きこもり状態、女優復帰を模索しているが現状では難しい」と報じられた。
2014年3月、週刊誌のグラビアでヘアヌードを披露し、復帰。ヘアヌード写真集、ヘアヌードイメージDVDの発売が告知された。
2017年7月31日、自身のブログにて、所属事務所との契約終了と芸能活動の休養を発表した。

## 出演

### テレビドラマ
- ビーチボーイズ 第2話（1997年7月-9月、フジテレビ系）
- 特命係長 只野仁 第3シリーズ 第24話（2007年1月-3月、テレビ朝日系）

### バラエティ
- ひょっこり漂流島（1990年7月-12月、テレビ東京）共演：岡本夏生、蓮舫、松永光代、永井美帆
- LIZ3世（テレビ朝日）[3]
- パンティ・パーティー（TBS）
- 愛川欽也の不思議ミステリーツアー（テレビ東京）
- 森口博子のメガキッズTV（テレビ東京）
- 夏目ナナの夜も楽しく（2006年9月30日、テレビ東京、ゲスト出演）
- DIVA（2007年1月-4月、テレビ東京・テレビ大阪）

### ラジオ番組
- 四番なかやま（2006年9月23日、TBSラジオ、ゲスト出演）

### 映画
- 花と蛇2 パリ/静子（2005年5月14日、石井隆監督） - オークションの女（貴子）
- 艶恋師（2007年7月8日、小美野昌史監督）
- ガチバン（2008年7月19日） - 町中華の女将
- 新・SとM episode3（2014年11月1日、SHUN監督）- ひまわりの妻
- 新・SとM episode4（2014年11月1日、SHUN監督）- ひまわりの妻

### Vシネマ
- 女教師仕置人 復讐の女神（1990年）
- 女教師仕置人2　地獄の女神（1990年）
- くノ一忍法帖II 聖少女の秘宝（1992年） - 夕心尼
- 美女奉行 おんな牢秘抄（1995年） - お玉
- 艶々日記 芸者Saaaan!!!（2007年11月22日、荒木憲司監督、制作：ジャンクフィルム・販売：ティーエムシー）
- 団鬼六 異常の季節（2007年12月21日、金田敬監督、ジーダス）
- 団鬼六 楽園（2008年1月25日、金田敬監督、ジーダス）
- 団鬼六 縄と肌（2008年11月28日、石川欣監督、ジーダス）
- 女教師弓香 愛獣教室（2009年1月23日、ジーダス）
- ガチバン シリーズ（2009年、AMGエンタテインメント） - 紋児の母
  - ガチバンⅢ 武闘宣戦（2009年4月17日）
  - ガチバンⅣ 最狂戦争（2009年7月17日）
  - ガチバンⅤ 竜虎炎上（2009年9月18日）
  - ガチバンⅥ 野獣降臨（2009年11月20日）

## 作品

### イメージビデオ・DVD
- 脱・美少女宣言（1991年9月、パワースポーツ）
- 異議なしバックシャン（1992年1月、パワースポーツ） ※道玄由紀子 名義
- オン・ザ・ビーチ（1992年12月、東京三世社）
- アイドル黄金伝説 荒井美恵子（2002年10月25日、ブロードウェイ）
- 色香乱れて（2005年6月24日、ぶんか社）
- サイコフィリア 私が、そこにいる…（2005年8月、ATTACKZONE）
- 女の吐息（2005年10月28日、ぶんか社）
- mistress（2005年12月22日、竹書房）
- 濡れた欲情（2014年4月25日 キングダム）
- 濡れた果実（2014年6月27日 キングダム）
- 濡れた唇（2014年8月25日、キングダム）
- 濡れた花びら（2014年10月24日、キングダム）
- 濡れた肌（2015年2月6日、キングダム）
- 妄想姉妹　京都編（2015年4月3日、キングダム）*共演：もちづきる美
- 香港ナイト（2015年6月12日、キングダム）
- 妄想姉妹　バリ島編（2015年8月21日、キングダム）*共演：もちづきる美
- 喘ぎのメソッド（2015年10月9日、キングダム）
- Venetian Nude ヴェネツィアン・ヌード（2015年12月4日、キングダム）
- malaikat（2016年3月18日、キングダム）
- 艶乳（2016年6月3日、キングダム）
- &M（2016年8月5日、キングダム）*共演：後藤麻衣
- Touch Me!（2016年10月7日、キングダム）
- PRIVATE TIME（2017年2月28日、キングダム）
- 解禁しちゃった（2017年7月14日、キングダム）
- 無修正（2017年12月22日、キングダム）
- 無修正 バリ島 情熱編（2018年3月16日、キングダム）
- 無修正 マカオ編・香港編（2018年6月29日、キングダム）
- 無修正 バリ島・イタリア編（2018年8月24日、キングダム）
- 無修正 バリ島編・プーケット編（2018年10月26日、キングダム）
- 無修正 ファイナル前編（2019年1月31日、キングダム）
- 無修正 ファイナル後編（2019年4月12日、キングダム）

### アダルトDVD
- 元ギリギリガールズ 荒井美恵子 降臨（2006年10月、SODクリエイト）
- 荒井美恵子 芸能人乱交（2006年11月、SODクリエイト）

### 写真集
- 少女・夏ストーリー（1990年11月、ビックマン）
- 道玄由紀子写真集（1991年9月、ビックマン） ※道玄由紀子 名義
- LOVE AGAIN（1992年2月、TIS）
- amoureux（1993年1月、英知出版）
- ALONE（ひとり）（1993年7月、音楽専科社）
- LOVE AGAIN（1993年8月、ドリームワークス出版）
- Goddess（2005年4月、バウハウス）
- EVE（2005年9月、ワニマガジン）
- ガールズミックスVOL.5 荒井美恵子（2006年2月、メディア・クライス）
- 緊縛（2007年11月22日発売、ソフトガレージ）
- vibes（バイブス）（2014年4月17日 竹書房）